# Enrico Misley
Enrico Misley (Módena, 1801 - Barcelona, 1863) fue un abogado, aventurero y patriota italiano, impulsor junto a Ciro Menotti del motín de 1830 de Módena.

## Biografía
Misley estudió en Pavia y el 1821 ingresó en un grupo "carbonario". Era un hombre muy integrado en las corrientes europeas más reacias a las monarquías absolutas. Estuvo en contacto con revolucionarios liberales de Ginebra y París (especialmente con la "Liga de los Cosmopolitas" donde coincidió con los franceses Lamarque y Lafayette, con los españoles Torrijos, Galiano y Espoz y Mina, así como los italianos Buonarroti, Salfi i Linati). Intentó inducir al duque Francisco IV de Módena a apoderarse del Piamonte. La conspiración fue abortada, la rebelión que ocasionó en 1830 fue sofocada en sangre y Misley se vio obligado a retirarse a París. A diferencia de otro de los conspiradores como Ciro Menotti que fue condenado a muerte, Misley escapó de la represión aunque fue acusado de hacer un doble juego. Sorprendentemente no fue condenado, un hecho que aumentó las sospechas de traición. Las dudas persistieron incluso después de que Misley intentara justificarse en su libro "L'Italie sous la domination autrichienne" publicado en 1831 ya cuando se encontraba en la capital francesa. 
En París estableció una gran amistad con Espoz y Mina, antes de establecerse en Barcelona. En la ciudad condal creó una industria de velas de estearina y se esforzó en ayudar a los liberales contra los carlistas a través de operaciones financieras que no siempre dieron buenos resultados. En 1838 publicó "Apuntes y revelaciones sobre el actual empréstito" y en 1841 proyectó la creación de una compañía a las Filipinas, que según su opinión, liquidaría la deuda pública española. Esta última empresa la publicaría bajo el nombre de "Deuda española y medios de estinguirla" y lo dedicó a la reina de España. Trabó una gran amistad con Baldomero Espartero, que le cedió el Convento de los Capuchinos de Sarrià en 1842 para establecer una indústria química a cambio de pagar un rédito del 3% del valor de la finca y ofreciendo a cambio fundar una escuela de párvulos. La caída de Espartero comportó que Misley tuviera que exiliarse durante un tiempo a Londres, donde trabajó como agente de cambios.
Logró una gran amistad con el infante Francisco de Paula de Borbón, del cual intentó obtener ayuda para establecer la navegación a vapor por el río Ebro y unir Zaragoza y Barcelona a través de un servicio regular con diferentes paradas en el recorrido, especialmente en Mequinenza para aprovechar los lignitos de su cuenca carbonífera como combustible. Este proyecto también fracasó. Uno de sus últimos proyectos contemplados con Crèdit Mobiliari Barcelonès era la creación de una compañía de París para introducir obreros chinos en Cuba en 1858.

## El proyecto de navegación del Ebro de Misley y los carbones de Mequinenza
Al finalizar la guerra carlista se reiniciaron nuevamente los proyectos para canalizar el río Ebro, especialmente en su tramo final. El 11 de diciembre de 1841, Enrico Misley presentó una solicitud al Ministerio de Fomento para establecer un servicio de transporte entre Zaragoza y Barcelona dividido en tres tramos: desde Barcelona hasta San Carlos de la Rápita con barcos de vela, de los Alfaques a Mequinenza y con barcos de vapor, y de Mequinenza a Zaragoza mediante fuerza humana. Para salvar los diferentes azudes en el Ebro, Misley ideó un sistema de cabrestantes mecánicos que evitarían la costosa construcción de enclusas. Las barcazas a utilizar, estarían inspiradas en los llauts (unas embarcaciones tradicionales del tramo final del Ebro) que podrían cargar treinta toneladas de mercancías y serían remolcadas por barcos movidos a vapor. De este modo, los convoyes podrían navegar los tramos entre cada azud impulsados por diferentes remolcadores. El proyecto implicaba que la navegación fluvial se debería detener entre el 24 de junio y el 1 de noviembre aproximadamente, asumiendo los ritmos tradicionales de la navegación fluvial del Ebro. El capital previsto para el proyecto inicialmente era de 2,95 millones de reales, que sería aportado exclusivamente por inversores españoles esperando altas rentabilidades. Para realizar el proyecto, el 20 de mayo de 1842 se constituyó en Barcelona la sociedad anónima Empresa de Vapores por el Ebro con un capital de tres millones de reales repartidos en tres mil acciones y una duración prevista de cincuenta años. Uno de los objetivos de la empresa era:
"Establecer servicio de transporte de ida y vuelta de Barcelona a Zaragoza por el Ebro y el mar [...] con reserva de estender la línea de comunicaciones hasta Logroño; esplotar las minas de carbón que le ha cedido D. Enrico Misley"
Uno de los objetivos primordiales de la compañía era la explotación de la cuenca carbonífera de Mequinenza y su auténtica razón de existir. Misley aportó a la sociedad las 10 minas de lignito situadas en Mequinenza que había adquirido en noviembre de 1841, un mes antes de presentar la solicitud para cerar la empresa de transportes. En el panfleto editado para la creación de la Sociedad Anónima Empresa de Vapores por el Ebro se incluían diferentes informes sobre el carbón de las minas de Mequinenza, comparándolo con el carbón inglés y considerándolo apto para las máquinas de vapor. El 20 de agosto de 1842 una R.O. concendía a la Empresa de Vapores por el Ebro de Misley la exclusividad de la navegación de este río durante treinta años con la condición de iniciar las obras en un plazo máximo de seis mesos. Este hecho no fue posible a causa de las condiciones políticas por lo que en 1843 se solicitó una prórroga que fue concedida. Las obras tampoco se iniciaron y la caída de Espartero, fiel amigo de Misley y que tenía un importante paquete de acciones, paralizó definitivamente las obras. Misley, al igual que Espartero, tuvo que exiliarse a Londres.
A pesar de la excelente idea original, la compañía terminó fracasando por motivos políticos y sobre todo económicos. Sin embargo, la experiencia generó un punto de partida en la concesión y explotación de las primeras demarcaciones mineras de la cuenca lignitífera de Mequinenza.